# Princess DisneyMania
Princess DisneyMania is het achtste deel van de uit negen delen bestaande DisneyMania-cd-serie uitgegeven door Walt Disney Records.  Het album bevat liedjes van meerdere artiesten die klassieke Disney liedjes zingen die door Disney Princesses zijn gezongen. Het album kwam de Billboard 200 op de laagste plek binnen.

## Liedjes
1. "Once Upon a Dream" - Emily Osment (Sleeping Beauty) 3:32
2. "That's How You Know" - Demi Lovato (Enchanted) 3:12
3. "Some Day My Prince Will Come" - Ashley Tisdale (Snow White) 3:30
4. "Colors of the Wind" - Vanessa Hudgens (Pocahontas) 3:58
5. "Reflection" - Christina Aguilera  (Mulan) 3:33
6. "So This Is Love" - The Cheetah Girls (Cinderella) 3:40
7. "Kiss the Girl" - Colbie Caillat (The Little Mermaid) 3:16
8. "It's Not Just Make Believe - Kari Kimmel (Ella Enchanted) 3:06
9. "Under the Sea" - Raven-Symoné (The Little Mermaid) 3:15
10. "Ever Ever After" - Jordan Pruitt (Enchanted) 3:12
11. "True to Your Heart" - Keke Palmer (Mulan) 3:22
12. "Happy Working Song" - Amy Adams (Enchanted) 2:09
13. "Part of Your World" - Original Broadway Cast (The Little Mermaid) 3:23
14. "A Dream Is a Wish Your Heart Makes" - Orlando Brown, Amy Bruckner, Alyson Michalka, Kyla Pratt, Brenda Song, Dylan and Cole Sprouse, Raven-Symoné, Ashley Tisdale, Ricky Ullman, Anneliese van der Pol en Ilene Woods (Cinderella) 3:46

Genummerde albums: DisneyMania 1 · DisneyMania 2 · DisneyMania 3 · DisneyMania 4 · DisneyMania 5 · DisneyMania 6
Andere albums: DisneyRemixMania · Princess DisneyMania